# Musée de l'Armée israélienne

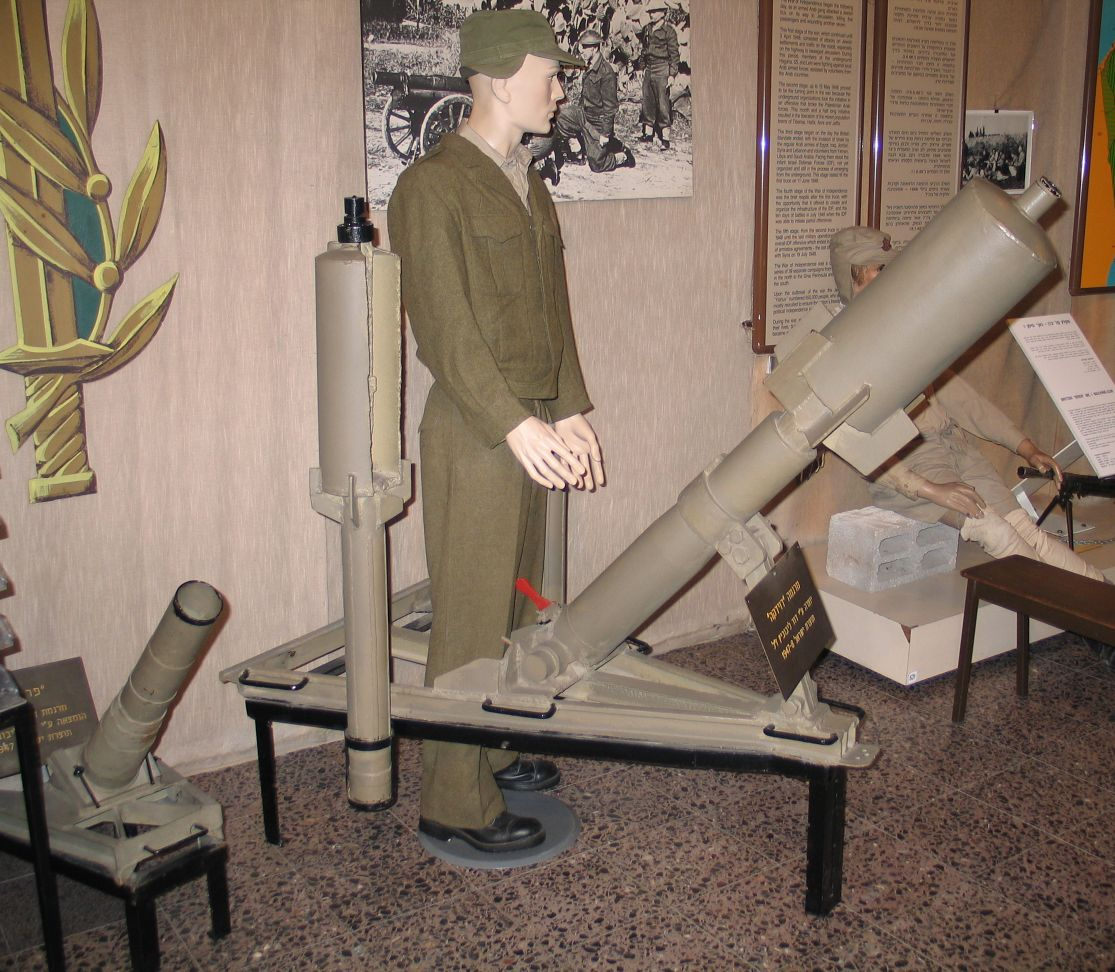
Un mortier Davidka

Le Batei HaOsef (Musée de l'Armée israélienne) est un musée retraçant l'histoire de l'armée israélienne, comprenant aussi les diverses armes utilisées clandestinement pendant le mandat britannique en Palestine et les Forces de défense israéliennes. Le musée se trouve à Tel Aviv à côté de la gare de Jaffa (en). En 2011, il a été décidé de déplacer le musée à Jérusalem.
Malgré l’existence d’un bataillon Druze et Tcherkesse dès mars 1948 au sein des forces armées israéliennes, puis d’une unité des minorités, aucune mention n’est fait de la participation de ces minorités à la défense d’Israël, au moins jusqu’en 2010.